# Leah Andreone
Leah Andreone (nascida em San Diego, California em 1974) é uma cantora estadunidense.

## Biografia
Leah Andreone nasceu e cresceu em San Diego e estudou no Helix High School em La Mesa. Ela começou a se interessar por música nos primeiros anos da adolescência, encontrando uma maneira fácil de expressar emoções. Após o colegial, ela passou um tempo em Los Angeles, trabalhando durante o dia e cantando na noite.

## Carreira
Seu primeiro álbum, Veiled, produzido por Rick Neigher, foi lançado pela RCA em 1996. Desse álbum saiu o single "It's Alright It's OK" que entrou para as paradas de sucesso dos Estados Unidos,  Europa, e Austrália. It was introspective whereas her next album, Alchemy Já em seu próximo álbum passo que seu próximo álbum,Alchemy, ela optou por um estilo mais sensual e íntima. As letras de Leah Andreone são muitas vezes sobre a psicologia, refletindo o seu interesse no assunto. 
Desde o álbum Alchemy, Leah passou a escrever as suas canções e não somente cantar. Ela teve o apoio de outros artistas como Charlie Clouser, da banda Nine Inch Nails, Billy Steinberg, Kevin Fisher, Rob Hyman, Eric Bazilian, Marti Fredrikso, David Lowry, da banda Cracker, John Lowery da banda de Marilyn Manson, Kasia Livingston e Kay Hanley. Ela tem cantado no Lilith Fair e vem completando seu terceiro álbum.
Leah também gravou uma nova versão da música de Carole King, "I Feel the Earth Move" para a trilha sonora do filme Velocidade Máxima 2. Também teve músicas nas trilhas sonoras dos filmes Women For Women 2 e Na Estrada do Rock 
. Leah relançou como single a música We Are Not Alone de seu primeiro CD Veiled. 
Em 2006, Leah lançou um EP com um novo material intitulado UNLABELED - The Demos, contendo um cover de Beyoncé Knowles, a música "Deja Vu". Em 1 de setembro de 2009, Leah lançou um CD novo álbum intitulado Avalanche (sendo este, escrito e produzido por Leah Andreone e Kevin Fisher). Avalanche também apresenta um dueto com o co-escritor com Dan Wilson. O vídeo do primeiro single Never Stop Trying foi lançado alguns meses depois.

## Discografia

### Álbuns
- Veiled (1996) – Posição #39: FRA,[3] Posição #45: SWE [5]
- Alchemy (1998) [8]
- Avalanche (2009)

### Singles e EPs
- You Make Me Remember (1996)
- It's Alright, It's OK (1996) – Posição #57: US Hot 100,[2], Posição  #99: AUS [6], Posição #30: FRA,[3], Posição #79: NED [4]
- Who Are They to Say (1997)
- Sunny Day (1998)
- UNLABELED - The Demos (2006)